# مدرسة الطيران الألمانية
مدرسة الطيران الألمانية (بالألمانية: فانجياسفليجاسشوله دويتشه Deutsche Verkehrsfliegerschule (DVS)) مدرسة لتعليم الطيران في الرايخ الألماني في فترة جمهورية فايمار والاشتراكية القومية. تأسست المدرسة في 1 أبريل 1925 في Berlin-Staaken وتم نقل مقرها في عام 1929 إلى براونشفايغ-Broitzem.
أنشات مدارس الطيران الألمانية في أماكن مختلفة في الرايخ الألماني منذ عام 1925 في ليست وWarnemünde وبراونشفايغ، كانت في الواقع مراكز تدريب سرية ووحدات طيران تابعة للجيش الألماني محظورة بموجب معاهدة فرساي، بتمويل من قنوات سرية للحكومة الألمانية، والقوات البحرية الإمبراطورية والرايخسوير. في نهاية عام 1934، كان هناك 41 منظمة طيران عسكرية في ألمانيا متنكرة في زي منظمات مدنية.
مع تأسيس وزارة طيران الرايخ في عام 1933، دخلت جميع مرافق الطيران العسكرية المموَّلة، ومنها مدارس الطيران الألمانية، ضمن اختصاص هذه الوزارة وتم دمجها في المؤسسة الرسمية للقوات الجوية في 1 مارس 1935 في سلاح الجو. لم يبقى أي من مدارس الطيران المنشأة حديثًا بعد الحرب.

## دليل المواقع
- صور DVS Schleißheim
- القاعدة الجوية براونشفايغ-برويتزيم